# James Reston Jr.
James Reston Jr. (Nueva York, Nueva York, Estados Unidos, 8 de marzo de 1941 - Chevy Chase Manor, Chevy Chase, Maryland, 19 de julio de 2023) fue un periodista, documentalista y autor estadounidense de ficción y no ficción política e histórica. Escribió sobre la guerra de Vietnam, la masacre de Jonestown, los derechos civiles, la acusación de Richard Nixon y los ataques del 11 de septiembre.

## Primeros años
James Reston Jr. nació en Manhattan (Nueva York). Su padre, James "Scotty" Reston, era editor del New York Times. Su madre, Sarah Jane "Sally" Fulton, era una periodista, fotógrafa, escritora y editora que se unió a su esposo en asignaciones en el extranjero en Europa y Asia durante la Segunda Guerra Mundial. Su abuelo materno, William J. Fulton, sirvió dos mandatos como Presidente del Tribunal Supremo de la Corte Suprema de Illinois.
La familia de Reston se mudó a Washington D. C. cuando tenía dos años, allí asistió a la Escuela St. Albans. Obtuvo su licenciatura en filosofía en 1963 en la Universidad de Carolina del Norte en Chapel Hill (UNC) mientras disfrutaba de una beca Morehed. Asistió a la Universidad de Oxford durante su tercer año.

## Carrera
Fue asistente y redactor de discursos del Secretario del Interior de los Estados Unidos, Stewart Udall, de 1964 a 1965. Fue reportero del Chicago Daily News de 1964 a 1965. De 1965 a 1968, sirvió en el Ejército de los Estados Unidos como oficial de inteligencia y sargento. De 1971 a 1981, fue profesor de escritura creativa en la Universidad de Carolina del Norte en Chapel Hill. De 1976 a 1977, fue crítico de ficción para The Chronicle of Higher Education.
A fines de la década de 1960 y principios de la de 1970 escribió numerosos artículos sobre la amnistía para los desertores de Vietnam, personas que abandonaron los Estados Unidos en lugar de servir en la guerra. Esto condujo a dos libros, una colección de ensayos, When Can I Come Home en 1972 y The Amnesty of John David Herndon en 1973. Reston dijo: "Ahora, como veterano contra la guerra, gravité sobre el tema de la amnistía para los resistentes a la guerra de Vietnam, sin duda porque emocionalmente simpatizaba profundamente con su difícil situación y su decisión en contraste con mi propio curso".
De 1976 a 1977 fue el asesor del escándalo Watergate de David Frost para las históricas entrevistas de Richard Nixon. Su libro sobre las entrevistas, The Conviction of Richard Nixon, fue la inspiración para la obra de Peter Morgan de 2006 Frost/Nixon, en la que el personaje Jim Reston es el narrador. Se convirtió en una película en 2008, también llamada Frost/Nixon.
Sus artículos aparecieron en American Heritage, American Theatre, George, Esquire, National Geographic, The New York Times Book Review, The New York Times Magazine, The New Yorker, Omni, Playboy, Rolling Stone, Saturday Review, Time, Vanity Fair y Washington Post Magazine.
Sus obras de ficción y no ficción cubren una amplia gama de temas históricos y políticos. En 1985 fue el candidato de Newsweek, PBS y BBC para ser el primer escritor en el espacio en el transbordador espacial de la NASA. Ese programa fue descartado después del accidente del Challenger en enero de 1986. El 23 de mayo de 1994, se publicó su artículo de portada en la revista Time sobre el impacto del cometa Shoemaker-Levy 9 en Júpiter.
Escribió cuatro obras de teatro que fueron todas adaptaciones teatrales de sus libros. Sherman the Peacemaker se estrenó en Playmakers Repertory Company en Chapel Hill (Carolina del Norte), en 1979, y fue una consecuencia de su libro Sherman's March and Vietnam. Jonestown Express, basado en su libro de 1981 Our Father Who Art in Hell, se estrenó con Trinity Square Repertory Company en 1982. Galileo's Torch fue una adaptación de su biografía de Galileo, Galileo: A Life ha tenido siete producciones entre 2014 y 2017. Luther's Trumpetes una adaptación de su libro de 2016, Luther's Fortress, y se estrenó en septiembre de 2018.
En 2005 intentó detener la producción de la película Kingdom of Heaven de Ridley Scott, alegando que la mitad del guion se basaba en la primera parte de su libro Warriors of God. El libro de Reston fue adquirido previamente por Phoenix Pictures, que había presentado sin éxito el concepto a Scott como un proyecto potencial. Reston dijo: "Han construido esta película sobre la base de mi propiedad intelectual. Solo leyeron las primeras cien páginas y vieron que tiene estos grandes personajes y una batalla fantástica".
En 2016 su libro de 1977, The Innocence of Joan Little: A Southern Mystery, fue elegido por Paulist Productions para posiblemente desarrollarse como una serie limitada.
Fue becario invitado en el Centro Internacional para Académicos Woodrow Wilson en Washington D. C., de 1994 a 1995, y Global Fellow desde octubre de 2002 hasta diciembre de 2022.
También fue becario de la Academia Estadounidense en Roma.
En 2011 fue académico residente en el Centro Kluge de la Biblioteca del Congreso.

## Afiliaciones profesionales
James Reston Jr fue miembro del Sindicato de Autores, la Liga de Autores de América , el Sindicato de Dramaturgos de América y PEN.

## Vida personal
James Reston Jr se casó con Denise Brender Leary el 12 de junio de 1971 en Hume (Virginia), en Fiery Run, la cabaña de los Reston. Ella recibió un título de abogada de la Universidad Duke y es hija del Sr. y la Sra. John Milton Leary del Bronx. Vivieron en Chevy Chase (Maryland), y tienen tres hijos, Maeve, Hillary Reston y Devin. A partir de 2017, Reston vivía en Martha's Vineyard.
El libro de Reston, Fragile Innocence, A Father's Memoir of His Daughter's Courageous Journey (2006), es la historia de la experiencia de su hija Hillary con una debilitante infección viral cerebral.
James Reston Jr. murió de cáncer de páncreas en Chevy Chase (Maryland), el 19 de julio de 2023, a la edad de 82 años.

## Premios
En 1983, Reston recibió el Prix Italia y el Dupont-Columbia Award por el documental de radio Father Cares: the Last of Jonestown en NPR.
Recibió el premio Valley Forge por la Sherman's March and Vietnam en 1985.

## En la cultura popular
El libro de Reston, The Conviction of Richard Nixon, se convirtió en una obra de teatro que, a su vez, se convirtió en una película.
Reston aparece en la película de 2008 Frost/Nixon de Sam Rockwell.
Reston desarrolló la teoría de que el objetivo de Lee Harvey Oswald era el gobernador de Texas John Connally, no el presidente John F. Kennedy.